# Helene-Lange-Schule (Frankfurt am Main)
Die Helene-Lange-Schule ist ein neusprachliches Gymnasium im Frankfurter Stadtteil Höchst.

## Geschichte und Schulstruktur
Die Schule wurde am 1. Mai 1874 auf Initiative Karl Königs, eines Direktors der Farbwerke Meister, Lucius & Brüning, als private Höhere Töchterschule Höchst in der Stadt Höchst am Main gegründet. 1896 wurde sie zur städtischen Schule. Seit 1946 trägt sie den Namen Helene-Lange-Schule.
Zunächst fand der Unterricht im östlichen Pavillon des Bolongaropalastes statt, bis die Schule nach mehreren Umzügen im Jahr 1965 das jetzige Gebäude am Rand des Höchster Stadtparks bezog.
Seit dem Ende des Zweiten Weltkriegs trägt die Schule den Namen der Frauenrechtlerin Helene Lange. Bis 1975 blieb sie eine reine Mädchenschule.
Im Rahmen des Pilotprojekts Oberstufenreform wurde die Helene-Lange-Schule 1970 Pilotschule über die Grenzen Frankfurts hinaus. 1972 wurde die Zusammenlegung der Oberstufe mit der der Leibnizschule beschlossen und bis 1975 umgesetzt. Seitdem bildet die Helene-Lange-Schule zusammen mit der Leibnizschule und der neu gegründeten Oberstufe, dem Friedrich-Dessauer-Gymnasium, einen Schulverbund. Dieser ist durch eine enge personelle und pädagogische Kooperation gekennzeichnet. So unterrichten Lehrer der Helene-Lange-Schule auch am Friedrich-Dessauer-Gymnasium und umgekehrt. Fast alle Schülerinnen und Schüler wechseln nach der 10. Klasse zum Friedrich-Dessauer-Gymnasium, um dort das Abitur abzulegen.
Neben Englisch wird auch Französisch als erste Fremdsprache angeboten.
Die Schule verfügt über eine eigene Sternwarte mit Teleskop auf dem Dach des Hauptgebäudes.

## Partnerschule
- Lycée Maurice-Ravel in Paris

## Bekannte ehemalige Schüler
- Barbara Duden (* 1942),  Medizinhistorikerin, Geschlechterforscherin und emeritierte Professorin an der Leibniz Universität Hannover
- Cornelia-Katrin von Plottnitz (* 1943), Pädagogin und ehemalige ehrenamtliche Stadträtin im Magistrat von Frankfurt am Main
- Enissa Amani (* 1981), Komikerin und Schauspielerin

## Bekannte ehemalige Lehrer
- Amalie Froehlich (1876–1938), Abgeordnete im ersten preußischen Landtag (DVP)
- Hans-Ludwig Neumann (1938–1991), Physiker, Präsident des Physikalischen Vereins (1976 bis 1990)